# 联珠蚶
联珠蚶（学名：Anadara consociata），是魁蛤目魁蛤科粗飾蚶屬的一种。主要分布于中国大陆、台湾，常栖息在北部湾（水深12－86米）、南海（水深5.5－68米）、潮下带至86米。

## 同物異名
- Arca consociata E. A. Smith, 1885
- Arca suzukii H. Noda, 1988
- Mabellarca consociata (E. A. Smith, 1885)